# Rézmetszet

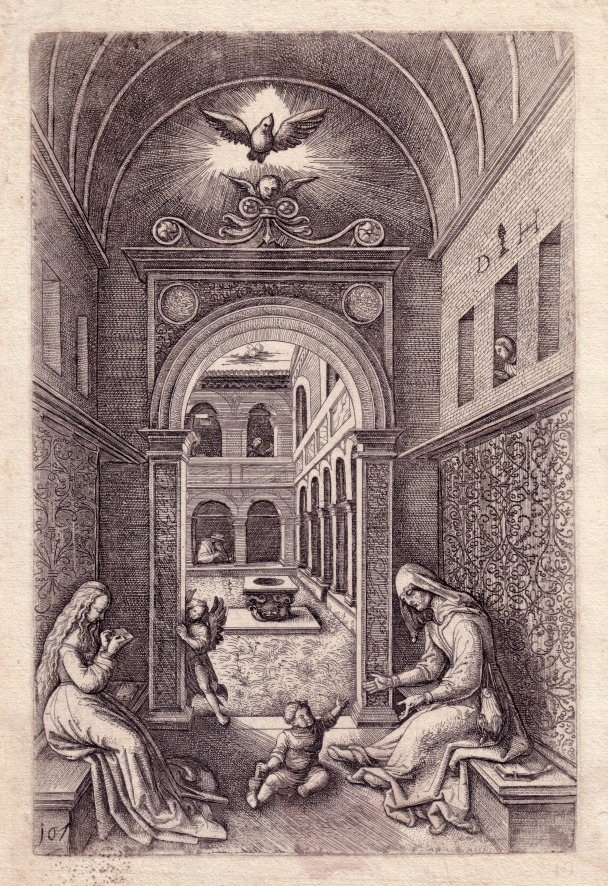
Daniel Hopfer: Mária és szent Anna, ca. 1500, rézmetszet

A rézmetszet  a legrégibb mélynyomású sokszorosító grafikai eljárás. A rajzot a rézmetsző kis vésők segítségével vési (metszi) a sima rézlemezbe. E nyomaton tehát a megjelenő fekete vonalak mélyítve vannak, ellentétben a fametszettel, mely eljárásnál mindaz, ami nyomot kell hogy hagyjon a papíron kiemelkedik a fa nyomólap síkjából. A rézmetszetet meg kell különböztetni még a rézkarctól, amely szintén mélynyomású eljárás, de ez utóbbinál a nyomot hagyó (előrajzolt, karcolt) vonalakat maratással mélyítik a lemezbe.

## A metszetkészítés technikája
A rézmetsző vésője vékony, négyszögű vagy ovális acélrudacska, amelynek a lemezzel érintkező vége ferde élű alakra van köszörülve, a másik fele pedig egy csonka gombakalap alakú fa fogantyúba van erősítve. A vésőt munka közben a művész vagy mester hegyes szögben mozgatja a rézlemezen, a véső szárát a hüvelyk- és mutatóujja közé fogja a hegytől 1–2 cm távolságra, és a tenyérben nyugvó markolatra adott nyomással mozdítja előre. A lemezbe vágott barázda szélessége és mélysége a vésőre kifejtett erővel áll arányban, de a szerszám állásszöge, hegyének alakja is befolyásolja. A metszés során keletkező sorját háromélű kaparókéssel, az úgynevezett sáber-ral távolítják el. Munka közben a lemezt mindig a metszendő vonal irányába forgatják, alkalmas helyzetbe állítják, s a szépívű vonalak készítéséhez bizony a metszést végző és a lemezt tartó kéz összehangolt mozgására van szükség. Ennek megkönnyítése érdekében a lemezt vagy homokkal töltött bőrpárnára fektetik, vagy speciális forgatható satuba fogják.
A metszetről úgy készülnek a levonatok, hogy az előmelegített lemezt bekenik sűrű mélynyomó festékekkel, és a felületről ha a lemez kihűlt ritkaszövésű ronggyal letörlik a fölös festéket. A sima felületről a festék könnyen lejön, míg a vésett mélyedésekben megmarad. Ezt a preparált lemezt a mángorlóhoz hasonló rendszerű, acélhengeres mélynyomó prés deszkáira helyezik. A lemezre egy áztatott, enyvezetlen papírlapot helyeznek és egyszer áthúzzák a présen. A nedves, puha papír kiszívja a mélyedésekben maradt festéket. A papírt, azaz most már nyomatot  óvatosan leemelik a lemezről, és nehezék alatt szárítják. Új nyomat készítése újbóli hevítést, festékezést és törlést igényel. A lemez előmelegítése a festék egyenletes eloszlását segíti elő, valamint a festék így beszárad és nem pereg ki a barázdából.

## Története
A rézmetszet feltalálójáról nincsenek biztos ismereteink. Sem az időt, sem a helyet nem ismerjük, hogy hol és mikor készült az első ilyen levonat. Ami biztosnak tűnik, hogy ötvösök műhelyeiben készültek az első metszetek. Az ötvösök a 15. században ugyanis úgy díszítették a fémlapokat, kelyheket, serlegeket, hogy valamelyik művész rajzát átmásolták majd vésőikkel belemélyítették a fémfelületbe. Ezt a vésett lemezt bekenték egy olyan hevített keverékkel, mely ezüst, bórax és kén keverékéből állt. A lemezre kent anyag könnyen "beült" a vésett mélyedésekbe, a többit a sima felületről ismételt csiszolással eltüntették. Akkoriban nagyon el volt terjedve a fémdíszítésnek ez a módja, amit niello technikának hívunk.
Az ötvösmester, mielőtt a forró és már nehezen eltávolítható fémkeveréket rákente volna a vésett lemezre, valószínűleg szerette volna látni az addig végzett munkáját. Ezért a vésett felületet egyszerű festékkel kente be, majd a felületről a felesleges festékeket letörölve puha, nedves papirost préselt a lemezre, mely a mélyedésekből kiszívta a festéket. Ezen ötvösmesteri próbák lehettek tehát a feltevések szerint a rézmetszetkészítés kezdetei.
A legrégibb évszámmal jelzett rézmetszet, ,,Krisztus megkínoztatása" 1446-ból való a berlini metszetgyűjteményben. Mindazonáltal valószínű, hogy ezen évszám előtt is készültek már rézmetszetek.

## Rézmetszetek

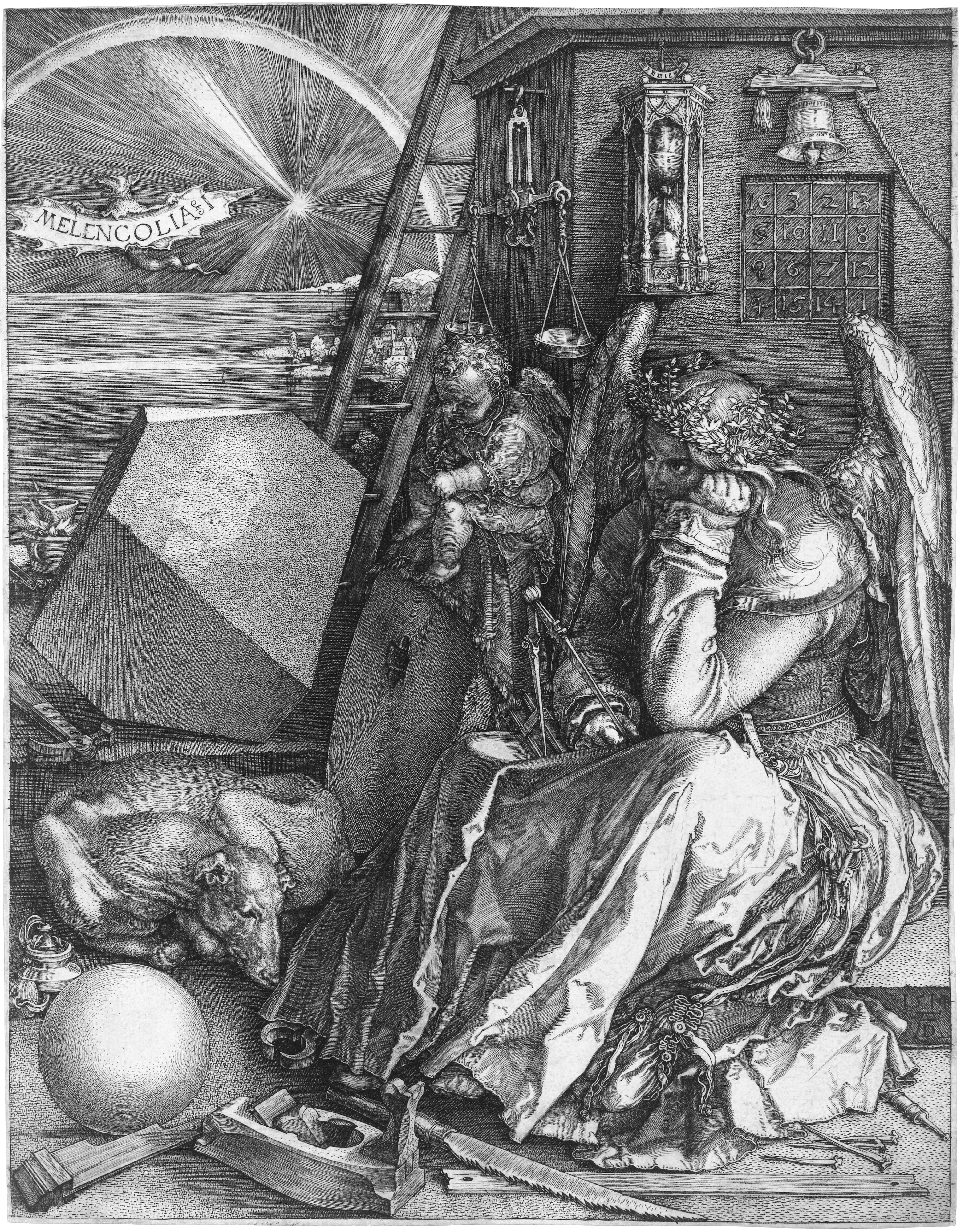
Albrecht Dürer: Melankólia I. 1514
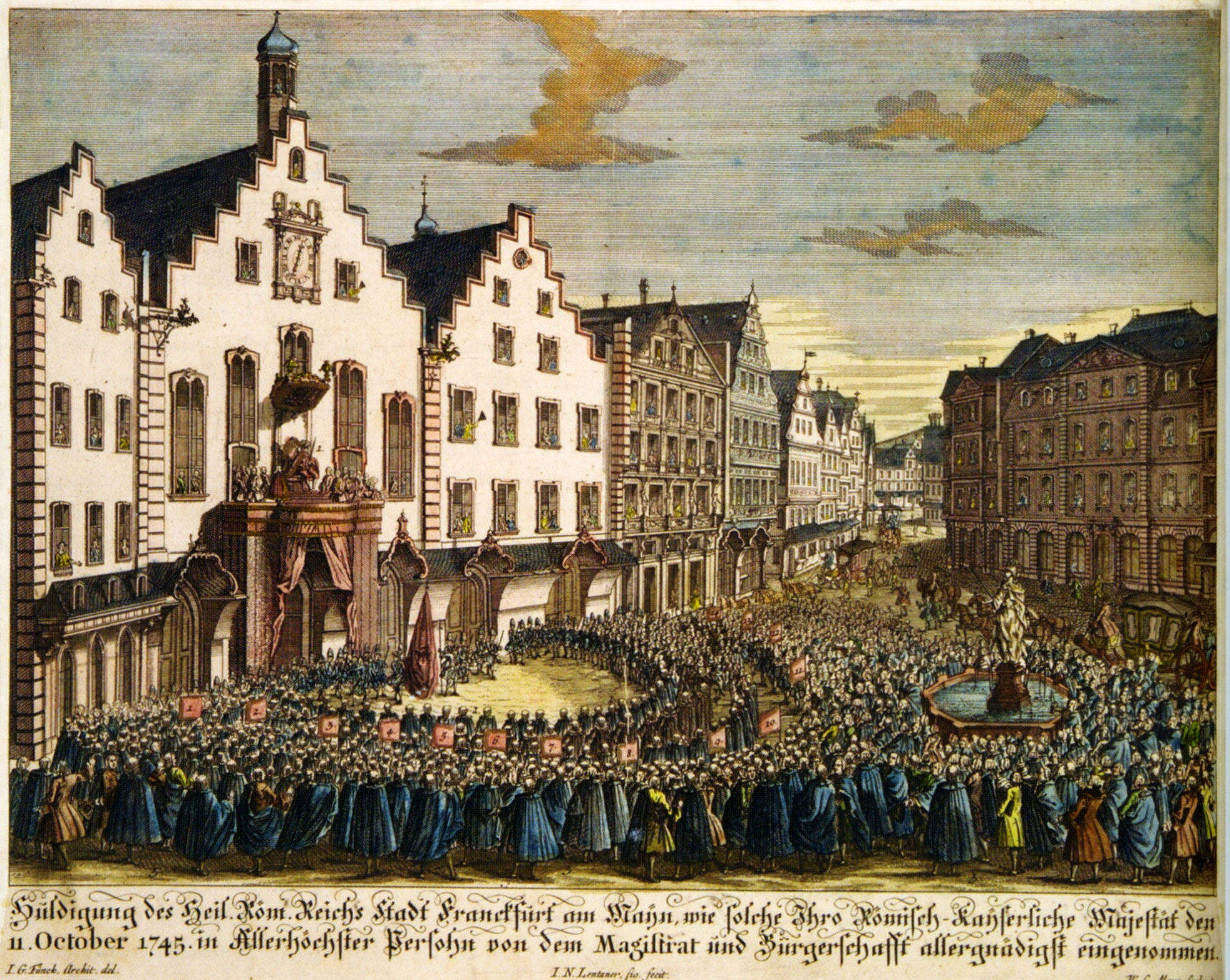
Frankfurt város ünnepéről 1745
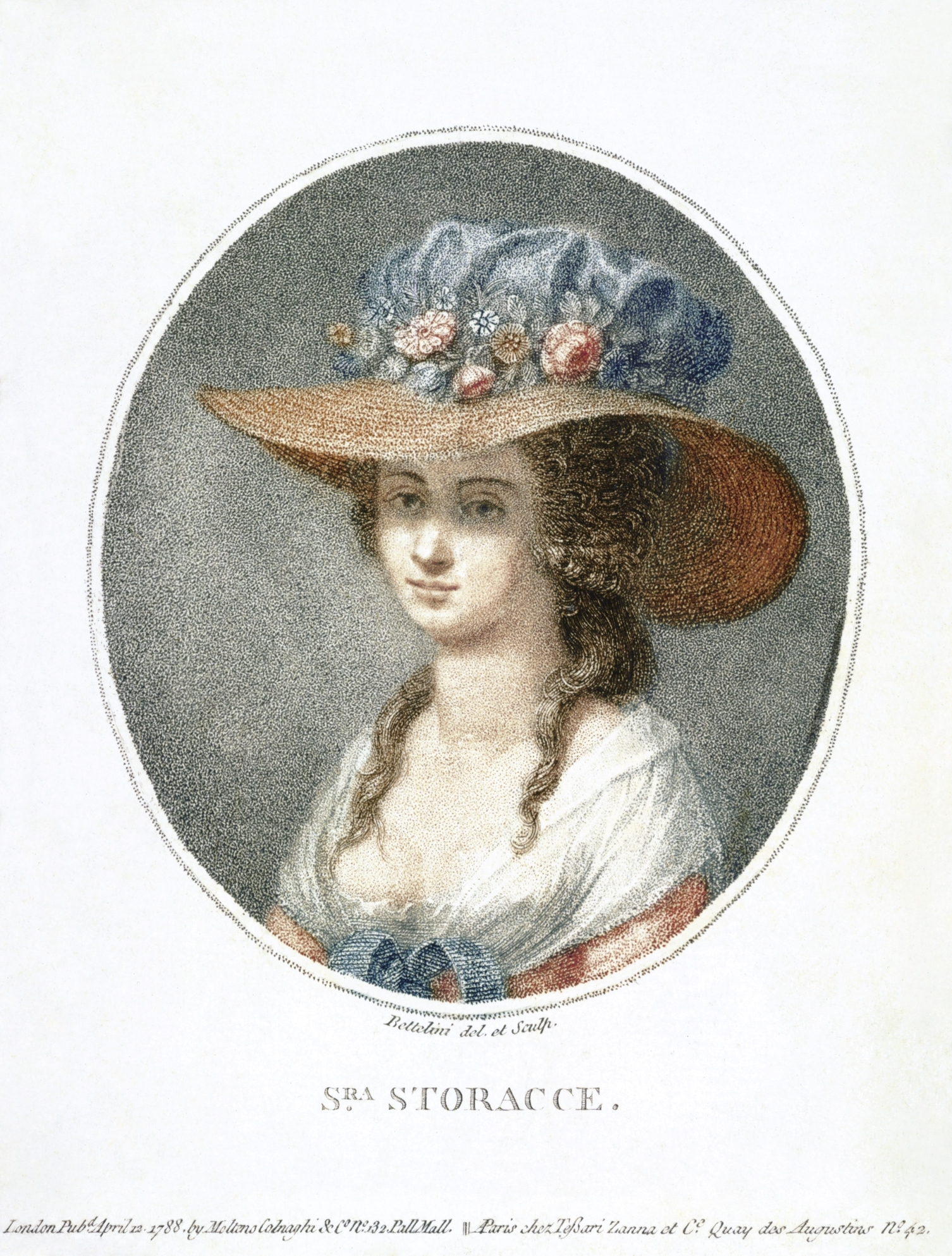
Nancy Storace portréja Pietro Bettelini által 1788
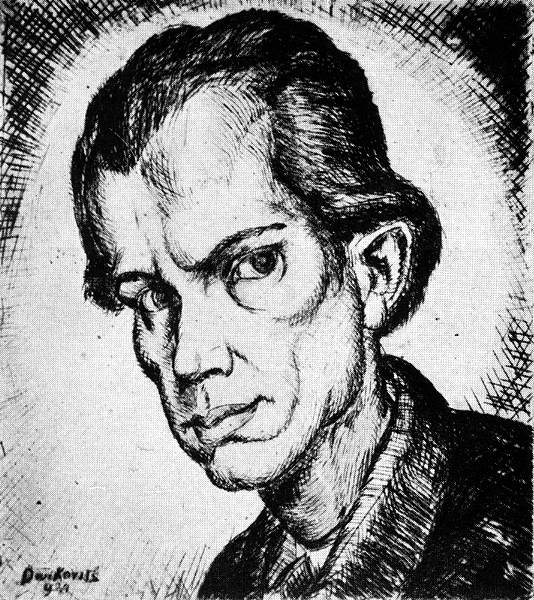
Derkovits Gyula önarcképe 1921